# Pseudopostega microlepta
Pseudopostega microlepta là một loài bướm đêm thuộc họ Opostegidae. Loài này có ở miền tây Ecuador và lowland, đông bắc Guyana.
Chiều dài cánh trước khoảng 2.2 mm. Adults are mostly white. Con trưởng thành bay vào tháng 2 và tháng 6.